# Nocardia arthritidis
Espèce
Nocardia arthritidis est une espèce de bactéries de la famille des Nocardiaceae.

## Taxonomie
Le nom correct complet (avec auteur) de ce taxon est Nocardia arthritidis Kageyama (d) et al. 2005.

### Étymologie
L'étymologie du nom spécifique de N. arthritidis est la suivante : ar.thri’ti.dis. Gr. neut. n. arthron, joint; N.L. fem. n. suff. -itis, inflammation; N.L. gen. fem. n. arthritidis, lié à l'arthrite.